# Cuckoo (pel·lícula)
Cuckoo és una pel·lícula de terror escrita i dirigida per Tilman Singer. La pel·lícula és protagonitzada per Hunter Schafer, juntament amb Dan Stevens, Jessica Henwick i Greta Fernández.
Cuckoo es va estrenar al 74è Festival Internacional de Cinema de Berlín el 16 de febrer de 2024. La pel·lícula es va estrenar als cinemes dels Estats Units el 9 d'agost de 2024 i a Alemanya el 29 d'agost de 2024. Va rebre crítiques generalment positives de la crítica i va recaptar 6,7 milions de dòlars.

## Sinopsi
La pel·lícula segueix a Gretchen, de 17 anys, que acaba de traslladar-se amb la seva família a un complex alpí després de la mort de la seva mare, que ha de descobrir un misteri per salvar-se a ella i a la seva germana d'una dona misteriosa.

## Repartiment
- Hunter Schafer com a Gretchen
- Jan Bluthardt com a Henry
- Marton Csokas com a Luis
- Jessica Henwick com a Beth
- Dan Stevens com Herr König
- Mila Lieu com Alma
- Greta Fernández com a Trixie
- Proschat Madani com el Dr. Bonomo
- Àstrid Bergès-Frisbey com a Ed
- Konrad Singer com a Erik
- Kalin Morrow com Hooded Woman

## Producció
L'agost de 2021 es va anunciar que Tilman Singer escriuria i dirigiria la seva segona pel·lícula per a NEON, amb Hunter Schafer, John Malkovich, Gemma Chan i Sofia Boutella protagonitzant-la. El juliol de 2022, Dan Stevens, Jessica Henwick, Marton Csokas i Greta Fernández es van unir al repartiment mentre que John Malkovich, Gemma Chan i Sofia Boutella van abandonar el projecte. La fotografia principal va començar l'11 de maig i va acabar l'1 de juliol a Alemanya.